# Faisal Khalil
Faisal Khalil Sebait Mubarak Al-Junaibi (Sharjah, 4 dicembre 1982) è un ex calciatore emiratino, attaccante.

## Palmarès
- Campionato emiratino: 2

Al-Ahli: 2005-2006, 2008-2009
- Coppa degli Emirati Arabi Uniti: 3

Al-Ahli: 2002-2003, 2004-2005, 2008-2009
- Coppa delle Nazioni del Golfo: 1

2007